# Portela (Belém)
RSES Portela é uma escola de samba da cidade de Belém do Pará, no estado brasileiro do Pará.
Desclassificada em 2003, em 2004 desenvolveu o enredo Portela canta São Miguel do Guamá, do carnavalesco Coutinho Jr, terminando em último lugar do Grupo B. Em 2009, foi a penúltima a desfilar no grupo 3
Já em 2006, apostou em uma homenagem à cidade de Belém, com "Belém, Minha Cidade Morena" desfilando pelo Grupo B.
Em 2011, foi a oitava escola a desfilar pelo Grupo 3. ao abordar em seu enredo a história de alguns municípios paraenses.

## Carnavais
| Ano  | Colocação | Grupo | Enredo                            | Carnavalesco | Ref.  |
| ---- | --------- | ----- | --------------------------------- | ------------ | ----- |
| 2004 | último    | B     | Portela canta São Miguel do Guamá | Coutinho Jr  |       |
| 2006 |           | B     | Belém, Minha Cidade Morena        |              | [ 4 ] |